# Phonotaenia tigrina
Phonotaenia tigrina är en skalbaggsart som beskrevs av Gilbert John Arrow 1909. Phonotaenia tigrina ingår i släktet Phonotaenia och familjen Cetoniidae. Inga underarter finns listade i Catalogue of Life.